# Phoebe Tonkin
Phoebe Jane Elizabeth Tonkin (n. 12 iulie 1989, Sydney, Australia) este o actriță și model din Australia. Ea este cel mai bine cunoscută pentru rolul lui Cleo Sertori în serialul H2O: Adaugă apă.

## Biografie

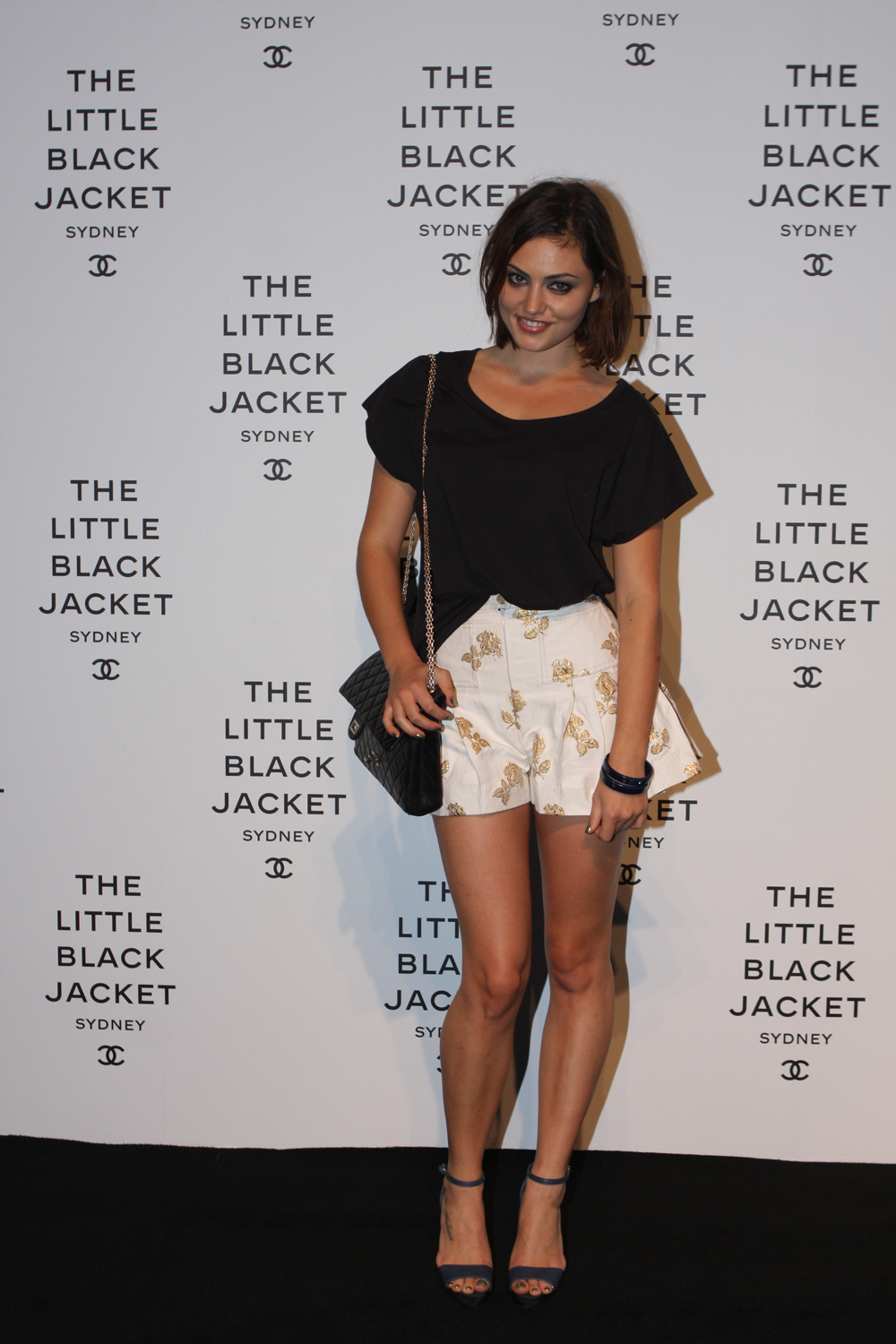
Phoebe Tonkin în 2012

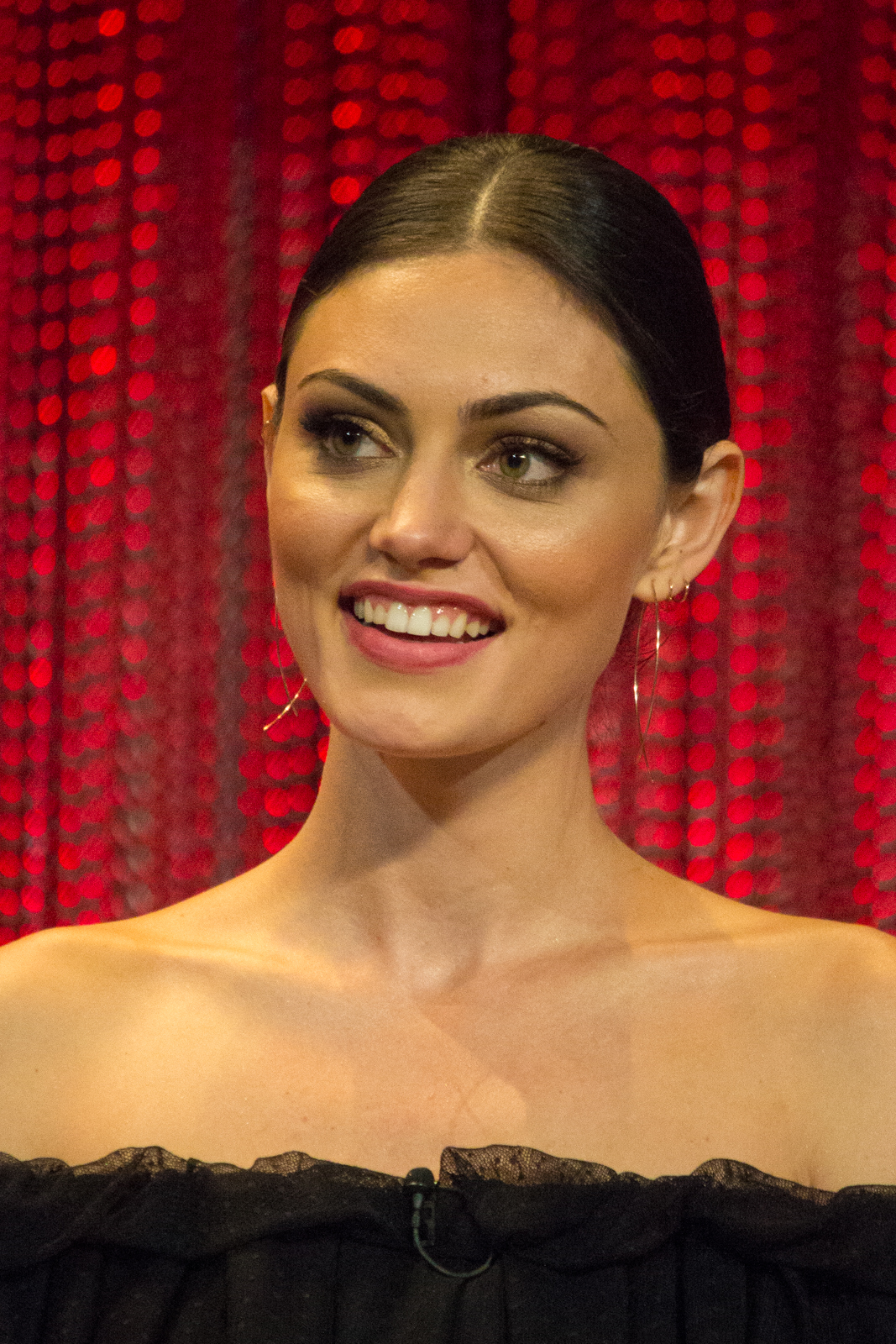
Phoebe Tonkin în 2014

Phoebe Tonkin s-a născut in anul 1989 în Sydney, iar la vârsta de 4 ani a urmat diverse cursuri de dans cum ar fi: baletul, hip-hop, contemporan, disco ș.a.m.d.
Phoebe a urmat cursuri de actorie la Australian Theatre for Young People (ATYP) la Warf Theatre la vârsta de 12 ani. Cursurile au inclus și Shakespeare, Script to Stage, Clowning Around și Musical Theatre. Desigur știa de când era foarte mică să citească Shakespeare.
Învățând la școala Qweenwood din Balmoral, cunoscută pentru abilitățile ei excelente în dramă, ea a luat cursuri particulare de actorie și a fost mereu implicată în producțiile școlii, acestea ar fi: Antigone, White Crane și Venetian Twins. În fiecare an, Phoebe participă la festivalul Shakespeare, câștigând finala în 2005 în Midsummer Nights Dream.
La vârsta de 16 ani, fiind cea mai tânără din producția H2O, Phoebe a câștigat rolul lui Cleo. Desigur, a depus mult efort pentru a se antrena la înot, deoarece nu înota prea bine.

## Carieră
Prima apariție a lui Phoebe este în serialul australian pentru copii și adolescenți intitulat H2O: Adaugă apă, unde joacă rolul lui Cleo Sertori, una dintre personajele feminine principale și una dintre sirene.
Pe data de 20 octombrie 2007, Phoebe a fost prezentă la gala Nickelodeon UK Kids Choice Awards, unde a prezentat premiul la cea mai bună trupă, alături de Cariba Heine și Claire Holt. A apărut în 2 episoade din „Packed to the Rafters”, iar acum filmează pentru filmul „Tomorrow, When the War Began”.
Este de asemenea și model, a fotografiat pentru diferite cataloage și reviste, cum ar fi Girlfriend.

## Filmografie
| An           | Titlu                        | Rol              | Note                           |
| ------------ | ---------------------------- | ---------------- | ------------------------------ |
| 2006–2010    | H2O: Adaugă apă              | Cleo Sertori     | rol principal (78 de episoade) |
| 2009–2010    | Packed to the Rafters        | Lexi             | 3 episoade                     |
| 2010         | Tomorrow, When the War Began | Fiona Maxwell    |                                |
| 2011–2012    | The Secret Circle            | Faye Chamberlain | rol principal (22 episoade)    |
| 2012         | Bait 3D                      | Jaime            |                                |
| 2013–prezent | The Originals                | Hayley           | rol principal                  |
| 2014         | The Ever After               | Mabel            |                                |
| 2015         | Take Down                    | Amy Tilton       |                                |

## Premii și nominalizări
| An   | Premiu     | Categorie                             | Lucrare             | Rezultat     |
| ---- | ---------- | ------------------------------------- | ------------------- | ------------ |
| 2008 | AFI Awards | Best Lead Actress in Television Drama | H2O: Just Add Water | Nominalizare |